# 受験恋愛リアリティーショー 勝負の夏! 〜先生、勉強も恋も教えてください〜
『受験恋愛リアリティーショー 勝負の夏! 〜先生、勉強も恋も教えてください〜』（じゅけんれんあいリアリティーショー しょうぶのなつ! 〜せんせい、べんきょうもこいもおしえてください〜）は、2018年7月3日からAbemaTVで配信されていた受験×恋愛バラエティ番組である。2018年10月21日から（通常回となる第1回は28日から）2019年3月10日までは『受験恋愛リアリティーショー 勝負の冬! 〜勉強も恋もラストスパート〜』に改題の上、日曜10時に枠移動し配信された。

## 内容
若者向け恋愛リアリティーショーを多く手掛けるAbemaTVが「禁断の策」として打ち出す、受験をテーマとする恋愛リアリティーショー。高校生活最後の夏を舞台に高校3年生の女子と、現役男子大学生からなるエリート先生の恋をカメラで追う。
『全員ガチで受験勉強に取り組むこと』という一点のみがルール設定され、受験勉強をさぼった場合、「先生」から勉強を教えてもらうことが不可能となる。出演女子高生は事前に全国模試を行い第1回ではそれぞれの偏差値が示された。面接、模擬授業の後、女子高生からの指名で担当大学生が決定。
スタジオMCにはYouTuberとして活動し、同年4月より『Popteen』専属モデルに決まったモデル・ねお、『Seventeen』専属モデル・久間田琳加、AbemaTV『真冬のオオカミくんには騙されない』に出演したアーティストの吉田凜音と同年代出演者が揃えられた。久間田は初のレギュラー番組となる。
AO入試の結果発表を受けた10月16日に最終回。翌週より日曜22時に時間を移動。2018年10月21日の総集編＆新シーズン予告編を挟み、28日から第2シーズン『受験恋愛リアリティーショー 勝負の冬! 〜勉強も恋もラストスパート〜』として再開される。あわせて出演者オーディションも開始された。
2019年3月3日配信分で合格者の発表確認がMCと出演者で行われ、3月10日配信分で「勉強と恋の答えあわせ」と題された卒業式が催された（2時間拡大）。

## 出演者

### スタジオMC
- ねお
- 久間田琳加
- 吉田凜音

スタッフからの指令がスマホからのメッセージで示され、トークの回しを行う。

### 受験生女子
勝負の夏からのメンバー
- 神田麗

通称：れいたん。現代文・偏差値64.9。古文・57.3。
中学受験経験者で中学受験になかった日本史、世界史、英語が不得意。第1回時点では通信制高校に在学。青山学院大を目指す。第15回で模試を遅刻。実は専門学校進学が決まっていることを報告。
- 大浦央菜

通称：ひろ。ギャル系女子。古文・偏差値45.8。現代文・偏差値28.0。その他は30点台。
立教大学文学部を目指す。語学に興味がある。勝負の夏では復帰、離脱を繰り返し、勝負の冬で正式に番組出演を辞退。
- 西本莉美

通称：りみ。すべての強化で偏差値30～40点台。嫌いな教科は数学。
まじめな性格だが、捉えどころがなく全体的な底上げが必要なため、教えるのが難しいタイプと分析される。
- 森みなみ

通称：みなみ。現代文4点（偏差値10.5）、古文5点（偏差値27.0）。
ほかの科目も英語が全国最下位など総じて低く、大学生チームからは、伸びしろしかない逸材と称される。志望校なし（とりあえず青学）。
- 瀬折梨華

通称：りか。ふわふわ女子。日本史・偏差値38.7。英語・偏差値32.4を頂点に全体的に低め。古文はまったくわからない。
中学時代で勉強はあきらめた。資生堂就職を目指し大学受験を志す。素直に返事をするが、逆に理解度がわかりにくいと分析される。
- 浦西ひかる

通称：ひかる。大浦央菜の病欠により、#7夏合宿より参加。慶應大学法学部志望。
AbemaTV『今日、好きになりました。』元出演者であり、恋の駆け引きを得意とする。メンバー追加はスタッフにしか知らされていなかった。
勝負の冬から追加メンバー
- 附柳友香

通称：ゆうめろ。
女子高生ミスコン2018茨城代表。大妻女子大学志望。
- 浅見めい

通称：めい。青山学院大学志望。
- 高橋知子

通称：ともこ。明治大学志望。
- 野澤理恵

通称：りえ。日本赤十字看護大学志望。
- 森理沙

通称：りさ。明治学院大学志望。

### 大学生先生男子
- 鈴木涼太

千葉大学／医学部。
千葉大学ミスターコンテスト2017グランプリ。身長179センチ。得意科目は英語、数学。
- 二宮孝太

東京大学大学院／工学科研究科。
ミスター東大コンテストファイナリスト・黒騎士賞。身長175センチ。得意科目は国語、英語、物理。
- 近澤智

千葉大学／教育学部。
千葉大学ミスターコンテスト2016グランプリ。Mr.ofMr.CAMPUS CONTEST2017審査員特別賞。身長175センチ。
得意科目は英語、国語、社会。模擬授業では古文を担当。
- 夢屋まさる

慶應義塾大学／経済学部。
子役出身の芸人。身長175センチ。得意科目は社会。
- 伊藤尚夢

＃7より追加参加。青山学院大学社会情報学部。
Mr.CIIRCLE CONTEST 2017-2018ファイナリスト。
- 両角颯

＃8より追加参加。青山学院大学国際政治経済学部。
身長175センチ。得意科目は英語。

## スタッフ
- OPイラスト - 山科ティナ
- ナレーション - MICO（SHE IS SUMMER）
- 技術協力 - T-TEX、東通、ミライテラス
- 撮影協力 - FLAMIKOO
- 構成 - 長崎周成
- ディレクター - 有田直美、丸谷みずき、林広太郎、森田佐和子、東坂卓哉、南ひいろ、蓮沼慶、高山賢一、堀敬介
- 演出 - 前島隆昭
- プロデューサー - 鮫島由美子、奥村彰浩、斉藤如花、澤原直樹
- 制作協力 - ダイジョブス
- 制作著作 - AbemaTV、AbemaProduction[7]

## 音楽
エンディングテーマテーマ『女の子の告白』
作詞：MICO / 作曲：コレサワ / 編曲：石井浩平 / 歌：SHE IS SUMMER